# Kivyliai
Kivyliai är en ort i Litauen. Den ligger i den nordvästra delen av landet, 240 km nordväst om huvudstaden Vilnius. Kivyliai ligger 74 meter över havet och antalet invånare är 551.
Terrängen runt Kivyliai är mycket platt. Runt Kivyliai är det ganska glesbefolkat, med 31 invånare per kvadratkilometer. Närmaste större samhälle är Naujoji Akmene, 9,9 km öster om Kivyliai. Trakten runt Kivyliai består till största delen av jordbruksmark.